# NGC 3250
NGC 3250 је елиптична галаксија у сазвежђу Шмрк (Пумпа) која се налази на NGC листи објеката дубоког неба. У непосредној близини галаксије налазе се 5 пратиоца: NGC 3250A, NGC 3250B, NGC 3250C, NGC 3250D и NGC 3250E.
Деклинација објекта је - 39° 56' 37" а ректасцензија 10h 26m 32,1s. Привидна величина (магнитуда) објекта NGC 3250 износи 11,2 а фотографска магнитуда 12,2. Налази се на удаљености од 41,066 милиона парсека од Сунца. NGC 3250 је још познат и под ознакама ESO 317-26, MCG -7-22-7, PGC 30671.